# Мальтийский архипелаг
Мальтийский архипелаг — небольшой архипелаг, расположенный в центральной части Средиземного моря, в 93 км к югу от острова Сицилия и в 288 км от Туниса.
Геологически расположен в Африканской тектонической плите и примыкает к Северо-Африканскому региону, однако политически и историко-культурно является частью Европы.

## География
Общая площадь Мальтийского архипелага — 316 км², острова бедны водными источниками. Сухопутных границ Мальта с другими государствами не имеет. К северу через Мальтийский пролив находится остров Сицилия. Архипелаг включает три населённых острова (Мальта, Гоцо и Комино), остальные островки и скалы людьми не заселены.
Острова архипелага лежат на Мальтийском (Иблияско-Мальтийском) плато — шельфовой зоне, сформированной на месте сухопутного моста, связывавшего Сицилию и Северную Африку, и затопленного по окончании последнего оледенения. Эта зона находится на границе Евразийской и Африканской тектонических плит.
Геологически архипелаг сложен из известняка. Самая высокая точка — вершина Та-Дмейрек (253 метра над уровнем моря), — находится на юго-западном побережья острова Мальта. Имеются тонкие прослои глины и песчаников. Рельеф, в основном, равнинный. Известняковая порода островов хорошо поддаётся выветриванию.
Климат Мальты субтропический средиземноморский. Среднемесячные температуры колеблются от +12 — +13 °С зимой до +25 — +26 °C летом. Осадков выпадает 553.3 мм в год, в основном — с сентября по март, практически, исключительно из дождей.
Большую часть территории Мальты и Гоцо занимают населённые пункты. Необитаемые острова являются охраняемой территорией. Для островов характерна довольно высокая степень эндемизма.

## Острова
| Остров                | Англ.            | Мальт.                  | Население, чел. (2005) | Площадь, км² | Плотность, чел./км² |
| --------------------- | ---------------- | ----------------------- | ---------------------- | ------------ | ------------------- |
| Мальта                | Malta Island     | Malta                   | 373 955                | 246          | 1520,14             |
| Гоцо                  | Gozo             | Għawdex                 | 31 003                 | 67           | 462,73              |
| Комино                | Comino           | Kemmuna                 | 4                      | 3,5          | 1,14                |
| Коминотто             | Cominotto        | Kemmunett               | —                      | 0,25         | —                   |
| Делимара              | Delimara Island  | Sikka ta' Delimara      | —                      | 0,31         | —                   |
| Фильфла               | Filfla           | Filfla                  | —                      | 0,06         | —                   |
| Острова Святого Павла | St Paul’s Island | Il-Gżejjer ta' San Pawl | —                      | 0,1          | —                   |
| Маноэль               | Manoel Island    | Il-Gżira Manwel         | —                      | 0,03         | —                   |
| Грибная скала         | Fungus Rock      | Il-Ġebla tal-Ġeneral    | —                      | 0,006        | —                   |
| Фильфолетта           | Filfoletta       | Filfoletta              | —                      |              | —                   |